# Richard Carpenter
För manusförfattaren med samma namn, se Richard Carpenter (manusförfattare).
Richard Carpenter, född 15 oktober 1946 i New Haven, Connecticut, är en amerikansk popmusiker, låtskrivare och producent. Han var ena halvan av syskonduon The Carpenters, där han mestadels spelade piano medan hans syster Karen Carpenter sjöng. Han komponerade också flera av bandets hits, däribland "Yesterday Once More" och "Top of the World".
Efter att Karen avlidit 1983 gav Richard 1987 ut solodebutalbumet Time. Ytterligare ett album gavs ut 1998, med titeln Pianist, Arranger, Composer, Conductor.